# ライヴ・アット・サン・クエンティン
『ライヴ・アット・サン・クエンティン』（Live at San Quentin）は、アメリカ合衆国のブルース・ミュージシャン、B.B.キングが1990年に発表したライブ・アルバム。大部分の曲はサン・クエンティン州立刑務所におけるライブ録音だが、「ピース・トゥ・ザ・ワールド」のみスタジオ録音である。

## 評価
第33回グラミー賞では、最優秀トラディショナル・ブルース・レコーディング賞を受賞した。Michael Gallucciはオールミュージックにおいて5点満点中1.5点を付け「キングは型通りの演奏をしているだけ」と評している。

## 収録曲
1. B.B.キング・イントロ - B. B. King Intro (B.B. King) – 1:58
2. レット・ザ・グッド・タイムス・ロール - Let the Good Times Roll (Sam Theard, Fleecie Moore) – 5:07
3. エヴリデイ・アイ・ハヴ・ザ・ブルース - Every Day I Have the Blues (Memphis Slim) – 4:41
4. ホール・ロッタ・ラヴィン - Whole Lotta Loving (B.B. King, Jules Bihari) – 3:26
5. スウィート・リトル・エンジェル - Sweet Little Angel (B.B. King, Jules Taub) – 3:10
6. ネヴァー・メイク・ア・ムーヴ・トゥー・スーン - Never Make a Move Too Soon (Stix Hooper, Will Jennings) – 7:51
7. イントゥ・ザ・ナイト - Into the Night (Ira Newborn) – 4:32
8. エイント・ノーバディズ・ビズネス - Ain't Nobody's Bizness (Porter Grainger, Everett Robbins) – 5:00
9. スリル・イズ・ゴーン - The Thrill Is Gone (Rick Darnell, Roy Hawkins) – 6:25
10. ピース・トゥ・ザ・ワールド - Peace to the World (Trade Martin) – 3:52
11. ノーバディ・ラヴズ・ミー・バット・マイ・マザー - Nobody Loves Me But My Mother (B.B. King) – 8:08
12. スウィート・シックスティーン - Sweet Sixteen (B.B. King, Joe Josea) – 6:27
13. ロック・ミー・ベイビー - Rock Me Baby (B.B. King, J. Josea) – 3:28

## 参加ミュージシャン
- B.B.キング - ボーカル、ギター
- レオン・ウォーレン - リズムギター
- ユージン・キャリア - キーボード
- マイケル・ドスター - ベース・ギター
- カレプ・エンフリー - ドラムス
- ジェイムズ・ボールデン - トランペット
- ウォルター・キング - ミュージカル・ディレクター、サクソフォーン
- エドガー・シニガル - サクソフォーン